# 바흐리예 위초크

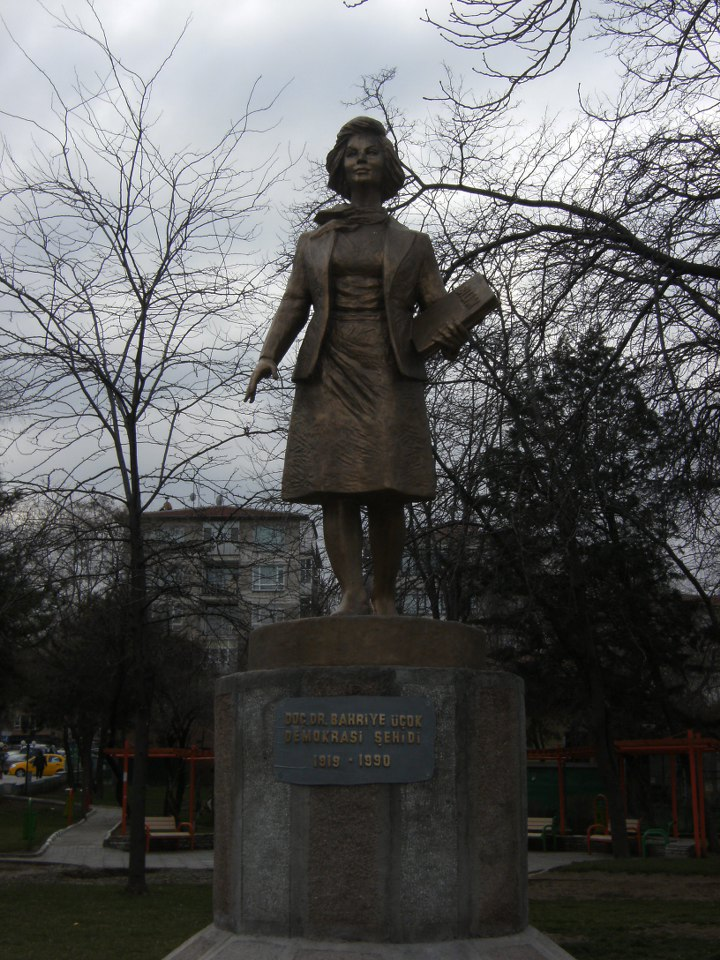
바흐리예 위초크 동상.

바흐리예 위초크(튀르키예어: Bahriye Üçok 1919년 - 1990년 10월 6일)은 튀르키예의 진보 정치인, 작가, 칼럼니스트, 여권운동가이자 이론학회회원이다. 이슬람 민병대에 의해 암살되었다.

## 이력
튀르키예 중북부의 트라브존에서 태어나 오르두에서 초등교육을 마쳤고, 이스탄불에서 여고를 졸업하였다. 앙카라 대학교의 역사지리철학부에서 중세 이슬람과 튀르키예의 역사를 전공하였다. 그녀는 동시에 음악학교에서 오페라 과정도 수료하였다.
11년후 삼순과 앙카라에서 고등학교 교사로 재직하였으며, 1953년에는 앙카라 대학의 이론학부에 조교로 근무하고, 1957년에는 박사학위를 취득하였다. 1965년에는 그녀의 논문인 〈이슬람 국가들의 여성지배자들〉
로 교수에 임용되었으며, 그는 동 대학교 학부사상 최초의 여성 교수라는 영예를 얻었다. 아랍어와 페르시아어에 능통한 그는 코란을 실용적이고 관용적인 방법으로 재해석해야 한다고 이해했다. 이에 따라 그녀의 신변에 대한 위협이 증가하였으며, 결국 1960년에 교수직을 사임하였다.
1971년에 그녀는 상원의원에 당선되어 정치경력을 시작하였다. 그녀는 중도좌파정당인 공화인민당에 가입하였다.
1980년 군부쿠데타이후, 그녀는 인민당을 공동설립하였고, 1983년에 오르두 지역구의 하원의원이 되었다. 1986년에는 사회민주인민당으로 당적을 옮겼다.
바흐리예는 신문 줌후리엣에 자주 자신의 정치적 견해를 밝히는 칼럼을 실었다. 그녀가 TV토론에서 여성이 이슬람 율법에 따라 착용해야 하는 히잡이 신성한 의무가 아니라는 견해를 밝힌 이후로 이슬람 민병대 조직인 이슬람 운동으로부터 살해위협을 받기 시작했다. 그로부터 머지 않아 바흐리예는 자기집 현관 앞에 배달된 꾸러미 폭탄을 열던 도중 폭발, 암살당했다. 사건의 배후는 이슬람 운동으로 추정되나, 사건은 미해결상태로 남아 있다.